# Кобзар (поїзд)
«Кобзáр» — нічний швидкий фірмовий пасажирський потяг 1-го класу № 49/50 сполученням .

## Історія
З 15 лютого 2014 потяг у напрямку № 50 Трускавець — Київ курсуватиме на 2 години швидше.
З 30 березня 2014 потяг у напрямку № 49 Київ — Трускавець курсуватиме на 1 годину швидше.
З 18 березня по 4 липня 2020 року потяг тимчасово був скасований через критичну обстановку COVID-19.

## Інформація про курсування
Потяг «Кобзар» курсує цілий рік, щоденно. На маршруті руху потяг здійснює 3 зупинки проміжних станціях: Фастів I, Львів, Дрогобич, Протяжність маршруту — 712 км.
| Розклад руху потяга «Кобзар» з 31.03.2019 | Розклад руху потяга «Кобзар» з 31.03.2019 | Розклад руху потяга «Кобзар» з 31.03.2019 | Розклад руху потяга «Кобзар» з 31.03.2019 | Розклад руху потяга «Кобзар» з 31.03.2019 |
| Час прибуття                              | Час відправлення                          | Станція                                   | Час прибуття                              | Час відправлення                          |
| ----------------------------------------- | ----------------------------------------- | ----------------------------------------- | ----------------------------------------- | ----------------------------------------- |
| —                                         | 21:49                                     | Київ                                      | 06:36                                     | —                                         |
| 04:41                                     | 05:06                                     | Львів                                     | 22:58                                     | 23:27                                     |
| 07:23                                     | —                                         | Трускавець                                | —                                         | 20:54                                     |

Нумерація вагонів з Києва та Трускавця — від локомотива потяга. По прибутті та відправленні потяга на станції Київ-Пасажирський нумерація вагонів із західної сторони вокзалу.
Станція зміни напрямку руху потягу — Дрогобич.

## Схема потяга
Потяг складається з 18 пасажирських вагонів різного класу комфортності:
- 3 плацкартних (№ 1—3);
- 2 вагони класу «люкс» (№ 4—5);
- 12 купейних (№ 6—17).

На маршруті курсує два склади потяга формування ПКВЧ-1 вагонного депо «Київ-Пасажирський» Південно-Західної залізниці.
У складі потяга щоп'ятниці з Києва та щонеділі зі Львова курсує вагон-автомобілевоз.